# 코워브제크군

서포모제주 지도에 표시된 코워브제크군의 위치

코워브제크군(폴란드어: powiat kołobrzeski)은 폴란드 서포모제주에 위치한 군으로 군청 소재지는 코워브제크이며 면적은 725.86km2, 인구는 76,089명(2006년 기준), 인구 밀도는 100명/km2이다.
동쪽으로는 코샬린군, 남동쪽으로는 비아워가르트군, 남쪽으로는 시비드빈군, 워베스군, 남서쪽으로는 그리피체군, 북쪽으로는 발트해와 접한다. 7개 지방 자치체(1개 도시, 1개 도시형 농촌, 5개 농촌)를 관할한다.

군기
군 문장